# Ornithogalum graciliflorum
Ornithogalum graciliflorum är en sparrisväxtart som beskrevs av Karl Heinrich Koch. Ornithogalum graciliflorum ingår i släktet stjärnlökar, och familjen sparrisväxter. Inga underarter finns listade i Catalogue of Life.